# Iton
L'Iton è un fiume francese che scorre in Normandia bagnando i due dipartimenti dell'Eure e dell'Orne ed è un affluente alla riva sinistra dell'Eure e quindi un subaffluente della Senna. Nasce sulle colline del Perche nel comune di Mahéru, in una località denominata «La Cherougerie», a un'altitudine di 294 m s.l.m., e sfocia dopo un percorso di circa 132 km ad Acquigny, a un'altitudine di 16 metri s.l.m.
Il suo numero di Strahler è 5.

## Geografia

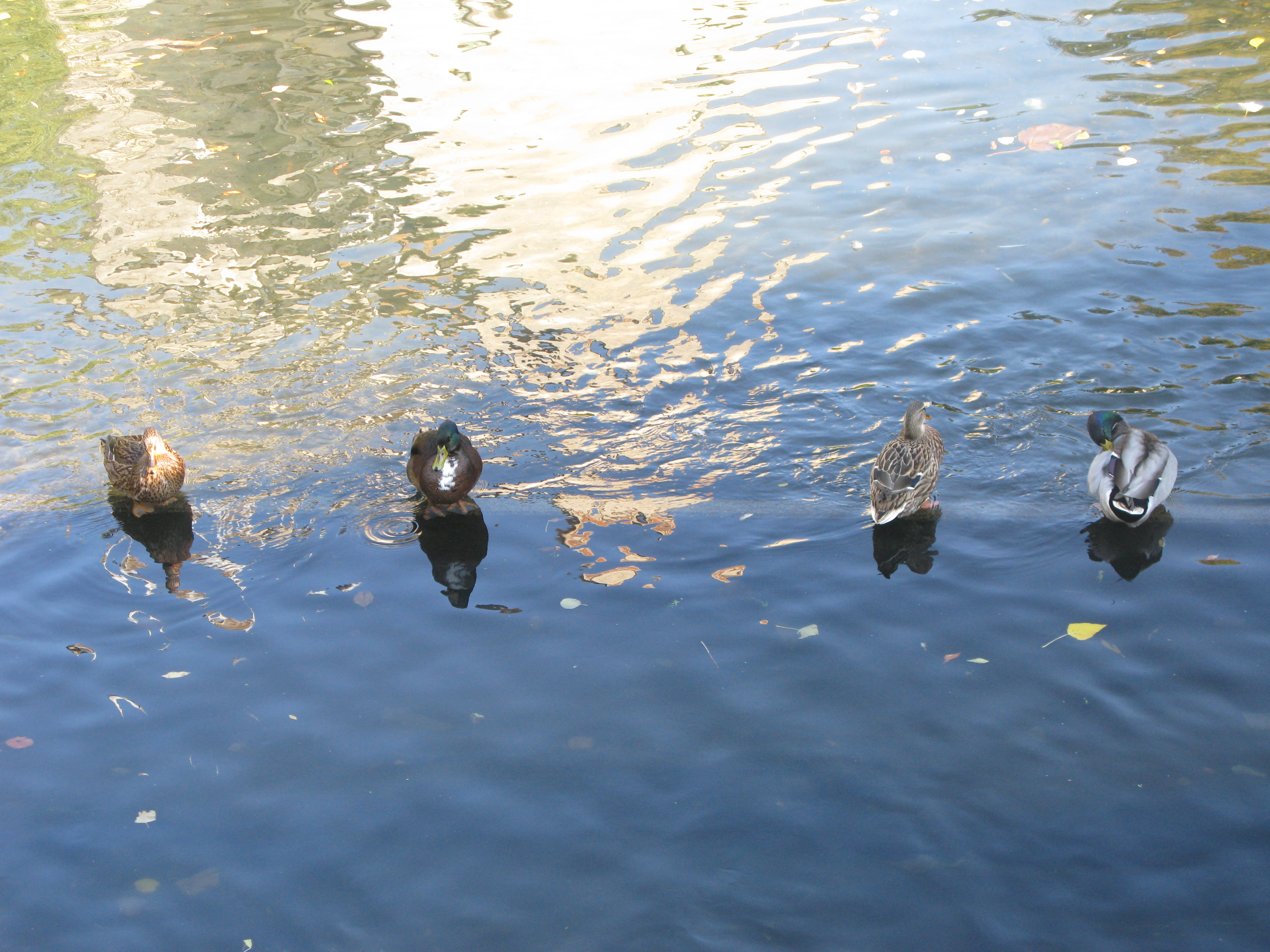
Due coppie di germani reali sulle rive dell'Iton

Nel suo corso superiore presenta la caratteristica di essere un corso d'acqua a "scomparsa": esso fu subito inquartato per decisione regia, in "ramo forzato" (ramo di Verneuil, deviato verso l'Avre nel 1132), prima di scomparire dalla superficie – assorbito da voragini di gesso per una decina di chilometri. Questa parte sotterranea del suo corso è denominata il Sec-Iton. Lo stesso fenomeno succede anche con la Risle, a breve distanza.
Dopo questo "episodio", il fiume attraversa l'altopiano cretacico che separa la campagna di Saint-André del pays d'Ouche e della campagna di Neubourg senza ricevere affluenti, ciò che spiega la sua debole portata (3,8 m3/s a Évreux).
L'Iton descrive infine alcune ampie curve nei dintorni di Damville ed Évreux prima di confluire nell'Eure, in riva sinistra, nella località detta « Les Planches », ad Acquigny, a sud di Louviers.
La sua pendenza media è del 2,2 per mille. Il suo corso ha conosciuto importanti cambiamenti di direzione dovuti alle forme armorico-varisiche dei relievi.

### Torrente l'Espringale
A Évreux, un ramo dell'Iton è denominato l'Espringale. Questo corso d'acqua passava in origine nei fossati della muraglia romano-medievale. Esso, dopo essere stato più volte parzialmente deviato e ricoperto in occasione di ristrutturazioni urbanistiche, è stato riportato alla superficie a livello della nuova piazza Sepmanville.

### Comuni attraversati e toponimia
Nei due dipartimenti dell'Eure e dell'Orne, l'Iton attraversa quarantasei comuni.
L'Iton ha dato il suo idronomo ai sette comuni di Amfreville-sur-Iton, Arnières-sur-Iton, Aulnay-sur-Iton, La Bonneville-sur-Iton, Breteuil-sur-Iton, Condé-sur-Iton, Saint-Ouen-sur-Iton.